# شپشک آردی
شپشک آردی (نام علمی: Pseudococcidae) نام یک تیره از زیرراسته سینه‌بینیان است.